# 2. Marine-Division (Deutsches Kaiserreich)
Die 2. Marine-Division war ein hauptsächlich aus Marineinfanterie bestehender Großverband der Kaiserlichen Marine im Ersten Weltkrieg.

## Geschichte
Aufgrund des einsetzenden Stellungskrieges war es für die Oberste Heeresleitung notwendig geworden, die Küste Flanderns gegen eine mögliche Invasion britischer Truppen von Seeseite her weiter zu verstärken. Aus diesem Grund wurde am 24. November 1914 die 2. Marine-Division gebildet. Die Division unterstand dem Marinekorps Flandern und wurde hauptsächlich an der Front zwischen Nieuwpoort und Diksmuide eingesetzt. Ihr oblag ferner der direkte Küstenschutz sowie die Sicherung der Gemeinden Slijpe, Sint-Pieterskapelle, Mannekensvere, Schore, Zevekote, Gistel, Westkerke und Roksem.

## Gliederung
- 3. Marine-Brigade
  - Marine-Infanterie-Regiment 3
  - Matrosen-Regiment 3
- 4. Marine-Brigade
  - Matrosen-Regiment 4
  - Matrosen-Regiment 5
  - 3. Landwehr-Eskadron IX. Armee-Korps
  - 1. Marine-Feldbatterie
  - 2. Marine-Feldbatterie
  - Marine-Pionier-Kompanie 3

### Kriegsgliederung vom 19. Oktober 1918
- 3. Marine-Brigade
  - Matrosen-Regiment 3
  - Matrosen-Regiment 4
  - Matrosen-Regiment 5
  - 4. Eskadron/Magdeburgisches Husaren-Regiment Nr. 10
- Artillerie-Kommandeur Nr. 243
  - Landwehr-Feldartillerie-Regiment Nr. 258
- Marine-Pionier-Bataillon 2
- Divisions-Nachrichten-Kommandeur Nr. 292

## Gefechtskalender

### 1914
- ab 11. Dezember – Küstenschutz und Küstengefechte in Flandern

### 1915
- 1. Januar bis 31. Dezember – Küstenschutz und Küstengefechte in Flandern

### 1916
- 1. Januar bis 31. Dezember – Küstenschutz und Küstengefechte in Flandern

### 1917
- 1. Januar bis 31. Dezember – Küstenschutz und Küstengefechte in Flandern
  - ab 4. Dezember – Stellungskämpfe in Flandern

### 1918
- 1. Januar bis 11. Juli – Küstenschutz und Küstengefechte in Flandern
  - bis 9. April – Stellungskämpfe in Flandern
  - 10. April bis 27. September – Stellungskrieg in Flandern
- 28. September bis 17. Oktober – Abwehrschlacht in Flandern
- 18. bis 24. Oktober – Nachhutkämpfe zwischen Yser und Lys
- 25. Oktober bis 1. November – Schlacht an der Lys
- 2. bis 4. November – Nachhutkämpfe beiderseits der Schelde
- 5. bis 11. November – Rückzugskämpfe vor der Antwerpen-Maas-Stellung
- ab 12. November – Räumung des besetzten Gebietes und Marsch in die Heimat

## Kommandeure
| Dienstgrad                | Name              | Datum                                 |
| ------------------------- | ----------------- | ------------------------------------- |
| Konteradmiral             | Friedrich Schultz | 24. November 1914 bis 16. August 1915 |
| Konteradmiral/Vizeadmiral | Gisberth Jasper   | 20. August 1915 bis 11. November 1918 |
| Konteradmiral             | Karl Wedding      | 12. November bis 18. Dezember 1918    |